# Данмари (Ду)
Данмари (фр. Dannemarie) насеље је и општина у источној Француској у региону Франш-Конте, у департману Ду која припада префектури Монбелијар.
По подацима из 2011. године у општини је живело 108 становника, а густина насељености је износила 48,0 становника/km². Општина се простире на површини од 2,25 km². Налази се на средњој надморској висини од 469 метара (максималној 671 m, а минималној 430 m).

## Демографија
| 1962. | 1968. | 1975. | 1982. | 1990. | 1999. | 2011. |
| ----- | ----- | ----- | ----- | ----- | ----- | ----- |
| 69    | 78    | 86    | 99    | 129   | 102   | 108   |

График промене броја становника у току последњих година